# Otep
Otep é uma banda americana de nu/metalcore/death metal formada em 2000.

## História
A banda foi formada em meados de 2000, em Los Angeles, Califórnia por Otep Shamaya.
Após oito meses, uma apresentação assistida por Sharon Osbourne e Ozzy Osbourne  foi o suficiente para a banda participar no terceiro palco do Ozzfest em 2001, antes mesmo de ter contrato com uma gravadora. A banda também participou do festival em 2002 e 2004. O som experimental da banda foi logo descrito como nu metal. Baseado em sua apresentação, o grupo fechou contrato com a Capitol Records, resultando no álbum de estréia Sevas Tra (2002). Na época a banda consistia da vocalista Otep Shamaya, do guitarrista Lee Rios, do baterista Doug Pellerin e do baixista Evil J McGuire.
Seu segundo álbum, House of Secrets, foi produzido por Greg Walls (que também trabalhou com os Deftones) no Rocket Carousel Studios em Los Angeles, e lançado no final de 2003.
No final de 2006 a banda estava em turnê pela América do Norte promovendo seu terceiro álbum.
Em 2009 assinou com Otep Victory Records . Álbum de 2009, Smash the Control Machine, foi a inclusão de um reencontro com ex-integrantes Mark "Moke" Bistany na bateria e Rob Patterson na guitarra. O álbum também contou com Koichi Fukuda no piano , e Emilie Autumn no violino. Em 30 de setembro de 2010, Jay McGuire deixou a banda. O álbum Atavist saiu em 2011, e foi lançado um videoclip de divulgação para a música Otep Fists Fall.
Em 15 de abril de 2016 a banda lançou pela Napalm Records o álbum “Generation Doom”, composto por 12 faixas.

## Integrantes

### Membros atuais
- Otep Shamaya - vocal (2000-presente)
- Evil J. McGuire - baixo (2000-presente)
- Rob Patterson - guitarra (2001 a 2003, 2009-presente)
- Mark "Moke" Bistany - bateria (2000 a 2003, 2009-presente)

### Ex-membros
- Evil J. McGuire - baixo (2001 - 2010)
- João Carlos Soares - baixo (2001 - 2010)
- Brian Wolff - bateria (2007 - 2008)
- Aaron Nordstorm - guitarra (2007 - 2008)
- Dave "Spooky" Aguilera - guitarra (2000 - 2001)
- Tarver Marsh - guitarra (2000 - 2001)
- Lee "nod flinders" Rios - guitarra (2004)
- Scotty CH - guitarra (2005)
- Melissa DeGott - guitarra (2005 - 2006)
- Karma Singh Cheema - guitarra (2006 - 2007)
- Scott Coogan - bateria (2003)
- Doug Pellerin - bateria (2004 - 2006)

### Músicos convidados
- Koichi Fukuda - piano em Smash The Control Machine
- Emilie Autumn - violino em Smash The Control Machine
- Joey Jordison - bateria em House Of Secrets
- Greg Wells - guitarra e percussão em House Of Secrets
- Holly Knight - Mellotron e piano em The Ascension

## Discografia

### Álbuns
- 2002: Sevas Tra
- 2004: House of Secrets
- 2007: The Ascension
- 2009: Smash The Control Machine
- 2011:  Atavist
- 2013: Hydra
- 2016: Generation Doom
- 2018: Kult 45

### EPs
- 2001: Jihad
- 2005: Wurd Becomes Flesh